# NGC 678
NGC 678 é uma galáxia espiral barrada (SBb) localizada na direcção da constelação de Aries. Possui uma declinação de +21° 59' 49" e uma ascensão recta de 1 horas, 49 minutos e 24,8 segundos.
A galáxia NGC 678 foi descoberta em 15 de Setembro de 1784 por William Herschel.